# Il coltello di ghiaccio
Il coltello di ghiaccio è un film giallo del 1972 diretto da Umberto Lenzi.

## Trama
La famosa cantante Jenny Ascot va in visita dalla cugina Martha Caldwell, da tempo muta a seguito di uno shock subito dopo un incidente ferroviario nel quale morirono entrambi i genitori. Martha appare entusiasta nel rivedere la cugina ma, durante il viaggio verso casa, entrambe scorgono lo sguardo di un uomo dallo specchietto della macchina. Casa Caldwell è immersa nelle nebbie dei Pirenei, ed il clima triste lascia Jenny alquanto scossa. Durante la notte Jenny viene attratta da un grosso rumore proveniente dal garage della villa. Scesa nel deposito auto, viene assassinata da una figura ignota.
La polizia è convinta si tratti di opera di un maniaco e si mette sulle tracce di un vagabondo che, qualche sera prima, aveva spiato Jenny e Martha. Dopo pochi giorni, anche la governante di casa Caldwell, la signora Pretòn, viene rinvenuta uccisa. Braccato dalla polizia, l'uomo viene arrestato dopo che, pochi giorni prima, anche la sua fidanzata era stata rinvenuta morta lungo un fiume. Il caso sembra chiuso ma, qualche settimana dopo, la piccola Christine, amica di casa Caldwell, viene ritrovata strangolata. La polizia, dunque, riapre le indagini e scopre che la fidanzata del vagabondo era morta per overdose. Solo alla fine si scopre che l'assassina è proprio Martha: aveva ucciso la cugina perché invidiosa della sua bella voce poi, per avvalorare la tesi del maniaco, aveva assassinato la signora Pretòn. La piccola Christine era stata uccisa perché, sebbene in modo assai ingenuo, aveva scoperto elementi che potevano incriminare Martha. Vistasi scoperta, colta da forte emozione, Martha ritrova la voce, gridando e parlando ad alta voce ma, nonostante questo aspetto positivo, ora è più sola che mai e viene tratta in arresto dalla polizia spagnola.